# Ginástica nos Jogos Olímpicos de Verão de 1896 - Escalada de corda
A prova de Escalada de corda foi o último evento da ginástica nos Jogos Olímpicos de Verão de 1896, realizado no dia 10 de abril. 5 atletas de quatro países disputaram a prova, que consistia de escalar uma corda de 14 metros de altura. Estilo e tempo foram considerados como desempate. Apenas os dois atletas gregos alcançaram o topo da corda.

## Medalhistas
| Ouro   | GRE Nikolaos Andriakopoulos |
| Prata  | GRE Thomas Xenakis          |
| Bronze | GER Fritz Hoffmann          |

## Resultados

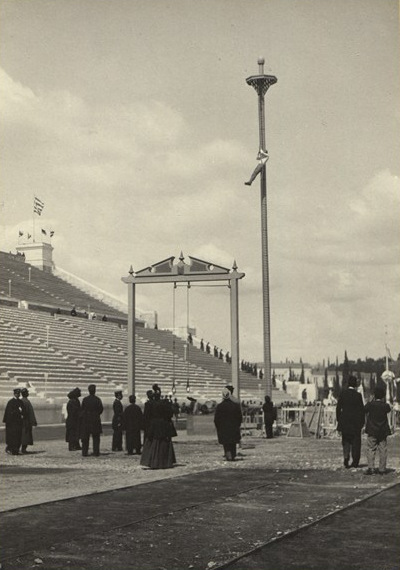
Imagem da prova.

| Pos. | Atleta                      | Resultado    |
| ---- | --------------------------- | ------------ |
|      | GRE Nikolaos Andriakopoulos | 14.0 m       |
|      | GRE Thomas Xenakis          | 14.0 m       |
|      | GER Fritz Hoffmann          | 12.5 m       |
| 4    | DEN Viggo Jensen            | Desconhecido |
| 5    | GBR Launceston Elliot       | Desconhecido |